# Terremoto de Yangzhou de 2012
El terremoto de 2012 Yangzhou fue un terremoto que se produjo en la provincia de Jiangsu de la República Popular de China. Ocurrió a las 20:11 (UTC +8) en Yangzhou el 20 de julio de 2012.

## Historia
El epicentro se localizó en el límite de Baoying Condado y la Ciudad de Gaoyou, ambos bajo la jurisdicción de Yangzhou. El terremoto se sintió en varias ciudades cercanas como Wuxi, Xuzhou, Zhenjiang y Nanjing, capital de la provincia de Jiangsu.

## Daños
El terremoto midió 4.9 en la escala de Richter. Según fuentes oficiales, hubo 1 muerto y 2 heridos como consecuencia del terremoto. 13 edificaciones se desplomaron y 155 edificaciones fueron dañadas.